# Juan José Iglesias Rodríguez
Juan José Iglesias Rodríguez (Puerto Real, provincia de Cádiz, 1959) es un historiador español y catedrático de Historia Moderna.

## Biografía
El profesor Iglesias Rodríguez comenzó sus estudios en el Colegio La Salle y el Instituto “Manuel de Falla” de dicha localidad. Posteriormente cursó la licenciatura en Geografía e Historia en el Colegio Universitario de Filosofía y Letras de Cádiz y en la Facultad de Geografía e Historia de la Universidad de Sevilla, donde se licenció en 1981 con Premio Extraordinario, doctorándose en 1988. Ha desarrollado su carrera como profesor en la Universidad de Sevilla, pasando por distintos puestos docentes hasta obtener la cátedra de Historia Moderna en 2008. Ha impartido también docencia en otras Universidades, como la Universidad de Barcelona, la Universidad de Cádiz, la Universidad Internacional de Andalucía, la Universidad Internacional Menéndez Pelayo y la Universidad Abdelmelek Essaadí de Tetuán (Marruecos). Ha destacado también como gestor universitario, ocupando importantes cargos académicos en el gobierno de la Universidad de Sevilla.

## Obra
Su trabajo como historiador ha tenido como referente fundamental la bahía de Cádiz en la Edad Moderna, a la que ha dedicado el grueso de su investigación. Esta se ha centrado, especialmente, en aspectos demográficos, económicos y sociales, con especial atención al mundo urbano y a las consecuencias en este ámbito del hecho colonial americano. Como fruto de una estancia de investigación en el Archivo del Estado de Florencia (Italia), ha publicado también estudios sobre redes de comerciantes de origen extranjero en la Andalucía moderna. Más recientemente ha centrado su trabajo de investigación en los fenómenos de la conflictividad y la violencia en el mundo atlántico moderno. Ha publicado más de una docena de libros y un centenar de capítulos de libros, artículos en revistas especializadas, ponencias y comunicaciones en congresos nacionales e internacionales, prólogos de libros y colaboraciones de diversa índole.

## Otros méritos académicos
Ha sido secretario y vicedecano de la Facultad de Geografía e Historia de la Universidad de Sevilla y director de Planes de Estudios de esta misma Universidad, así como vicerrector de Planes de Estudios y Relaciones Internacionales (1996-2000) y vicerrector de Ordenación Académica (2000-2009). Al frente de este último vicerrectorado desarrolló una intensa actividad en el proceso de convergencia europea de los estudios universitarios y en la implantación del Espacio Europeo de Educación Superior. Es académico de la Academia de Bellas Artes Santa Cecilia y responsable del grupo de investigación “Andalucía y América Latina: el impacto de la Carrera de Indias sobre las redes sociales y las actividades económicas regionales”, fundado en 1991 por el profesor Antonio García-Baquero González. Es también investigador del proyecto “Casa, economía doméstica y cultura material en la España moderna”, del Ministerio de Ciencia e Innovación, y del Grupo de Excelencia del Plan Andaluz de Investigación “Realidades conflictivas: sociedad, política, economía e ideología en Andalucía y América en el contexto de la España del Barroco”.